# سیلتی
سیلتی (به قزاقی: Sileti) یک رود در قزاقستان است که در استان آق‌مولا واقع شده‌است.